# Гамов, Иван Михайлович
Ива́н Миха́йлович Га́мов (1885, х. Верхне-Благовещенский, Екатерининский станичный округ, Амурская область — 18 января 1969, Заксельн, Швейцария) — атаман Амурских казаков в период Гражданской войны, депутат IV Государственной думы от Амурского и Уссурийского казачьего войска.

## Депутат Государственной думы
Учился в городе Благовещенске в четырёхклассном городском училище, затем окончил педагогические курсы. После окончания курсов работал учителем начальных классов в нескольких станицах Амурской области.
В 1912 году был десятидворным представителем от Верхне-Благовещенского хутора на Екатерининском станичном избирательном съезде по выборам выборщиков для избрания депутата IV Государственной думы от Амурского и Уссурийского казачьего войска, где и был избран выборщиком. 28 октября 1912 года в г. Хабаровске на казачьем съезде был избран депутатом IV Государственной думы от Амурского и Уссурийского казачьего войска.
В Государственной думе примкнул к фракции конституционных демократов (кадетов), участвовал в работе казачьей и сибирской парламентских групп. Кроме того, принимал участие в деятельности думских комиссий: по народному образованию и рыболовной. На думских заседаниях неоднократно выступал за передачу войсковых школ Амурского и Уссурийского казачьего войска и др. казачьих войск в ведение Министерства народного просвещения, поскольку войсковые школы финансировались за счёт доходов, получаемых от питейной торговли.

## Атаман Амурских казаков
Принимал активное участие в февральской революции 1917 года. В апреле 1917 года был избран атаманом Амурского казачьего войска. После октябрьской революции 1917 года выступил против большевистской власти.
С октября 1917 по март 1918 года фактически возглавлял Амурскую область. 6 марта 1918 года возглавил так называемый «Гамовский мятеж» против советской власти. Военно-оперативный штаб советских войск в лице парламентера Д. Ф. Высочина предложил Гамову прекратить мятеж, разоружить белую гвардию и признать советскую власть. Но Гамов отверг это предложение и был вынужден отойти в Китай в Хэйхэ (Сахалян).
Летом — осенью 1918 года вёл бои на Амурском фронте в восточной части Амурской области. Формально подчинялся генералу Д. Л. Хорвату. Как и атаман Г. М. Семёнов ориентировался на союз с Японией.
21 сентября 1918 года А. Н. Алексеевский сформировал Временное правительство Амурской области, в состав которого вошёл и атаман Амурского казачьего войска И. М. Гамов. 31 октября 1918 года было подписано соглашение между атаманами Амурских, Забайкальских и Уссурийских казаков о совместной борьбе с большевиками за казачьи свободы. По данному соглашению атаман Г. М. Семёнов признавался походным (верховным) атаманом всех дальневосточных казаков. Был соратником атамана Г. М. Семёнова и противником адмирала А. В. Колчака, который пытался обуздать казачий сепаратизм в Сибири и на Дальнем Востоке. По воспоминаниям очевидцев лично командовал расстрелом более двухсот безоружных людей в с. Ивановка Амурской области.
После установления советской власти на Дальнем Востоке эмигрировал в Китай, затем в Европу.

## В 1940-х годах
В 1946 году принял советское гражданство, но остался жить в Швейцарии. Скончался 15 января 1969 года.